# Докија (Њамц)
Докија (рум. Dochia) насеље је у Румунији у округу Њамц у општини Докија. Oпштина се налази на надморској висини од 306 m.

## Становништво
Према подацима из 2002. године у насељу је живело 2271 становника, од којих су сви румунске националности.